# King's X (album)
King's X è il quarto album in studio del gruppo musicale statunitense King's X, pubblicato nel 1992 dalla Atlantic Records.

## Tracce
1. The World Around Me – 5:23
2. Prisoner – 4:41
3. The Big Picture – 4:57
4. Lost in Germany – 4:13
5. Chariot Song – 3:40
6. Ooh Song – 3:01
7. Not Just for the Dead – 3:48
8. What I Know About Love – 4:14
9. Black Flag – 3:15
10. Dream in My Life – 5:11
11. Silent Wind – 5:11

## Formazione

### Gruppo
- Doug Pinnick – voce, basso
- Ty Tabor – voce, chitarra
- Jerry Gaskill – voce, batteria